# Szamurat Karabasz
Szamurat Karabasz, ros. Шамурат Карабаш (ur. ?, zm. ?) – krymskotatarski kolaborant podczas II wojny światowej
W 1921 r. stanął na czele komisji bolszewickiej we wsi Korbiek w rejonie Ałuszty na Krymie, do której zadań należało skazywanie mieszkańców współpracujących z Białymi. W 1928 r. został wykluczony z Wszechzwiązkowej Partii Komunistycznej (bolszewików). Następnie pracował w truście sadowniczym w Symferopolu jako specjalista ds. owoców. Po ataku wojsk niemieckich na ZSRR 22 czerwca 1941 r., pozostał na okupowanym Krymie. Od stycznia 1942 r. współpracował z Niemcami w charakterze agitatora i werbownika Tatarów krymskich do kolaboracyjnych oddziałów zbrojnych z ramienia Symferopolskiego Komitetu Muzułmańskiego. W 1943 r. objął funkcję kierownika Domu Chłopskiego w Symferopolu, będąc faktycznie agentem SD. Po wyzwoleniu Krymu przez Armię Czerwoną w 1944 r., dalsze jego losy są nieznane.